# Kpopéri
Kpopéri est une localité du département de Dissin, dans la province d’Ioba (région du Sud-Ouest) au Burkina Faso. En 2006, cette localité comptait 1 061 habitants dont 52.7% de femmes.